# 乌姆贝尔加奥恩
乌姆贝尔加奥恩（Umbergaon INA），是印度古吉拉特邦Valsad县的一个城镇。总人口3520（2001年）。

## 人口
该地2001年总人口3520人，其中男性2045人，女性1475人；0—6岁人口398人，其中男225人，女173人；识字率83.04%，其中男性为86.36%，女性为78.44%。